# 梅野公園

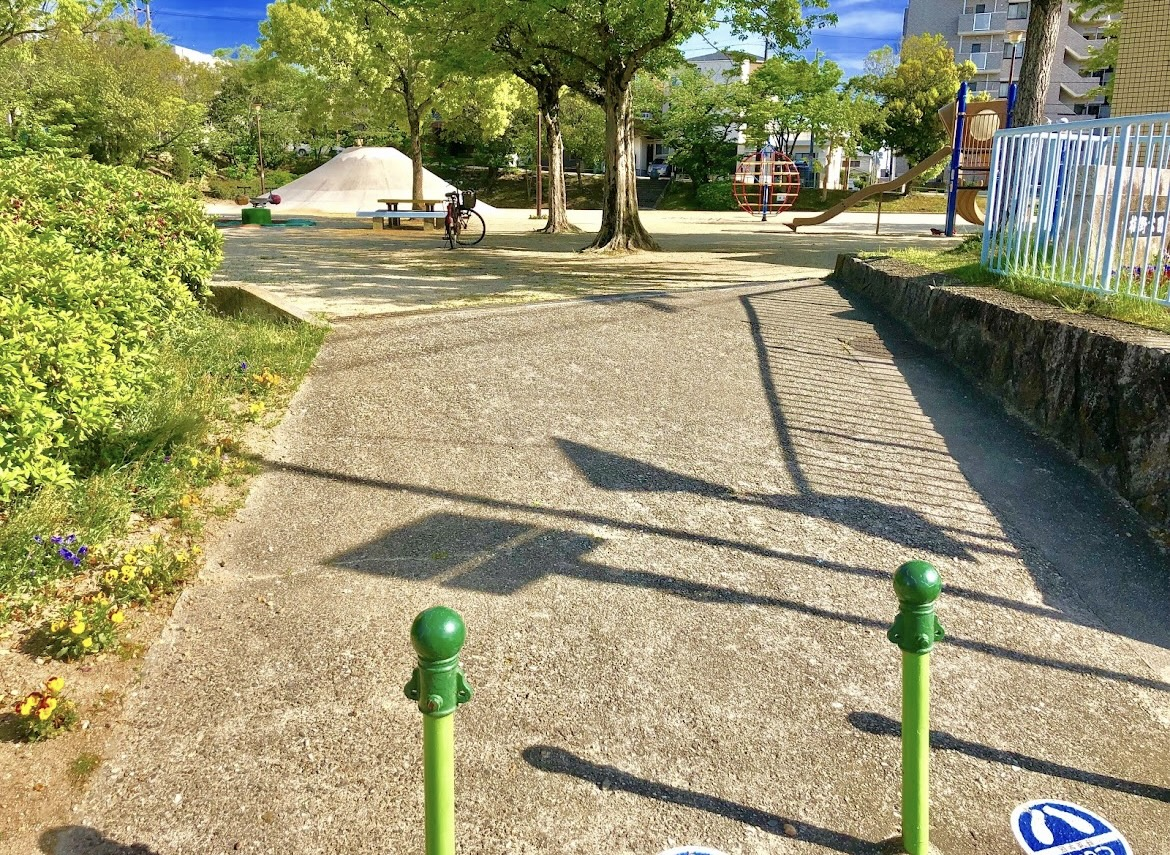
西側入口

梅野公園（うめの こうえん）は、愛知県名古屋市天白区野並にある公園。

## 歴史
1975年（昭和50年）4月1日に開園した。
2021年（令和3年）10月26日、梅野公園愛護会が都市緑化功労者表彰を受けた。

## 施設
公園中央には開園当時から富士山すべり台があり、その周りにブランコやシーソー等さまざまな遊具がある。標高は27メートル。面積は4389平方メートルであり、住区基幹公園の街区公園相当の広さである。

## 交通アクセス
- 名古屋市営地下鉄桜通線野並駅から徒歩約15分。
- 名古屋市営地下鉄桜通線鳴子北駅から徒歩約15分。
- 名古屋市営バス「野並二丁目」停留所から徒歩約5分。
- 名古屋市営バス「北沢」停留所から徒歩約8分。

## 近隣施設
- 八剣社
- 郷下公園
- 徳林寺
- 名古屋市立野並小学校
- 相生山
- 相生山グランド